# 阮氏玉琇
隆城公主阮氏玉琇（越南语：／，1760年—1828年），阮朝追尊興祖孝康皇帝阮福㫻長女，嘉隆帝（阮福映）同母姊姊。
阮氏玉琇生母為孝康皇后阮氏環，嫁該奇黎福晪。景興四十四年（1783年），丈夫在疊石島與西山賊戰鬥時擒獲，大罵西山賊而死，此後她決定守寡，認為丈夫作為人臣能守節氣；自己更不能變節。阮朝軍隊奪回順化後，玉琇出家修佛，弟弟嘉隆帝很欣賞她，但每次她請求剃髮時都不允許。
明命初年阮氏玉琇生病，明命帝去探望她，她向明命帝表達死前唯一願望是剃髮，到四年（1823年）去世，虛歲六十五。後來明命帝提及此事，建安公阮福旲以「身體髮膚，受之父母，全生全歸，禮也。」認為不應該接受她的請求，明命帝贊同建安公的意見，並命他和延慶公阮福晉會見禮部處理阮氏玉琇的喪事，追贈隆城太長公主（越南语：／），諡貞靜（越南语：／），葬於瑞聖陵側，以常信公阮福昛奉祀。